# لویی-گوستاو بانژه
لویی-گوستاو بانژه (departement; ۱۴ اکتبر ۱۸۵۶ – ۱۰ نوامبر ۱۹۳۶) گردشگر  و افسر اهل فرانسه بود. وی یک کاشف بود که ادعا کرده بود ساحل عاج متعلق به فرانسه است.
او در ۱۳۹۶ درگذشت و مقبره وی در گورستان مون‌پارناس، پاریس است.